# Pedro Payán Sotomayor
Pedro Manuel Payán Sotomayor (n. Cádiz; 1937). Profesor de Lengua Española de la Universidad de Cádiz. Coautor del programa de talleres de cultura andaluza para centros no universitarios. Tuvo el honor de ser pregonero del Carnaval de Cádiz en 1993.
Licenciado en Filología Románica por la Universidad de La Laguna y doctorado por la Universidad Complutense de Madrid, es profesor titular de Filología Románica de la Universidad de Cádiz, habiendo sido con anterioridad profesor de Formación Profesional.
Una letra de la chirigota gaditana Los agarraos definía en el carnaval de 1996 a Payán utilizando muchos de los vocablos del habla gaditana.

[...]Al liquindoi porque le dedico hoy un pasodoble a un gadita. A un gadita fino y emperchao. [...] Pedro de La Viña hasta el Balneario tu mariscas vocabulario, tu lo vendes a Cai, lo vendes a Cai en tu diccionario. Pedro coge el garabato y va a la universidad y le pega a la mojarra del habla de mi ciudad [...] A chistar en gaditano me enseñó Pedro Payán.

## Obras

### Libros
- El habla de Cádiz.
- El léxico de las salinas.
- La pronunciación del español en Cádiz.

### Colaboraciones
- Un habla para un pueblo. Reflexiones sobre la modalidad lingüística andaluza.
- Carnaval de Cádiz y Cádiz en la narrativa.

### Trabajos
- Connotaciones sociolingüísticas en el vocabulario de los hablantes del barrio de la Viña de Cádiz.
- Onomástica comercial gaditana.
- Cádiz y la lengua española.
- Toponimia comercial americana en Cádiz.
- Cádiz en las coplas flamencas.
- Palabras de las dos orillas.
- El lenguaje carnavalesco.
- Resolución de homonimias en las hablas andaluzas.
- Coincidencias fonético-fonológicas entre las hablas de Andalucía y otras lenguas románicas.
- El habla de la provincia de Cádiz.
- Las implosivas del remoto indoeuropeo o la romania nueva.
- José María Sbarbi, cervantista.
- El habla gaditana de la Tía Norica.
- Lusismos en español.
- A propósito del vocablo morsegar.
- Devoción, arte y folclore en la Semana Santa gaditana.
- Semántica y función lúdica del lenguaje.